# Liste der Biografien/Ros
Liste der Biografien |
Portal Biografien |
Personensuche
# |
A |
B |
C |
D |
E |
F |
G |
H |
I |
J |
K |
L |
M |
N |
O |
P |
Q |
R |
S |
T |
U |
V |
W |
X |
Y |
Z |
?
 
Ra |
Rb |
Rd |
Re |
Rh |
Ri |
Rj |
Rk |
Rl |
Rm |
Rn |
Ro |
Rr |
Rs |
Rt |
Ru |
Rv |
Rw |
Rx |
Ry |
Rz
 
Roa |
Rob |
Roc |
Rod |
Roe |
Rof |
Rog |
Roh |
Roi |
Roj |
Rok |
Rol |
Rom |
Ron |
Roo |
Rop |
Roq |
Ror |
Ros |
Rot |
Rou |
Rov |
Row |
Rox |
Roy |
Roz 
 
Rosa |
Rosb |
Rosc |
Rosd |
Rose |
Rosh |
Rosi |
Rosj |
Rosk |
Rosl |
Rosm |
Rosn |
Roso |
Rosp |
Rosq |
Ross |
Rost |
Rosu |
Rosv |
Rosw |
Rosy |
Rosz 
Die Liste der Biografien führt alle Personen auf, die in der deutschsprachigen Wikipedia einen Artikel haben. Dieses ist eine Teilliste mit 19 Einträgen von Personen, deren Namen mit den Buchstaben „Ros“ beginnt.

## Ros
- Ros i Marbà, Antoni (* 1937), katalanischer Dirigent und Komponist
- Ros Murgadas, Arturo Pablo (* 1964), spanischer Geistlicher, römisch-katholischer Bischof von Santander
- Roš, Ana (* 1972), slowenische Spitzenköchin
- Ros, Arno (* 1942), deutscher Philosoph und Hochschullehrer
- Ros, Edmundo (1910–2011), trinidadischer Orchesterleiter, Schlagzeuger, Sänger und Musikproduzent
- Rös, Franz (1920–2011), deutscher Offizier, Generalmajor der NVA
- Ros, Giuseppe (1942–2022), italienischer Boxer
- Ros, John de, 1. Baron Ros († 1338), englischer Adliger, Höfling und Admiral
- Ros, John de, 5. Baron de Ros († 1394), englischer Adliger und Politiker
- Roš, Mirko (1879–1962), kroatisch-schweizerischer Bauingenieur und Werkstoffwissenschaftler
- Ros, Pere (* 1954), spanischer Gambist und Hochschullehrer
- Ros, Robert de († 1285), englischer Adliger
- Ros, Sopheap (* 1962), kambodschanische Frauenrechtsaktivistin
- Ros, Thomas de, 4. Baron de Ros (1337–1384), englischer Adliger
- Ros, William de, englischer Adliger
- Ros, William de, 1. Baron de Ros, englischer Adliger
- Ros, William de, 3. Baron de Ros (* 1329), englischer Adliger, Militär und Politiker
- Ros, William de, 6. Baron de Ros († 1414), englischer Adliger und Lord Treasurer
- Ros-Lehtinen, Ileana (* 1952), US-amerikanische Politikerin (Republikaner)Ileana Ros-Lehtinen (* 1952)

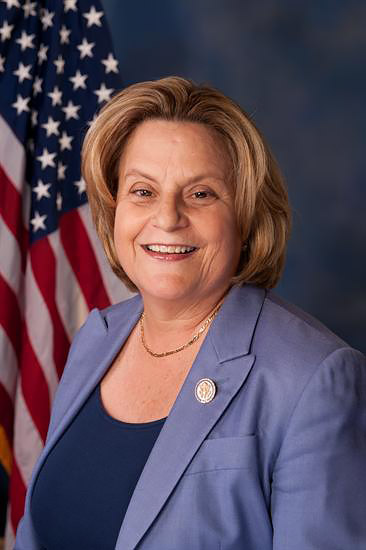
Ileana Ros-Lehtinen (* 1952)